# (17030) Sierks
(17030) Sierks est un astéroïde de la ceinture principale.

## Description
(17030) Sierks est un astéroïde de la ceinture principale. Il fut découvert le 19 mars 1999 à la station Anderson Mesa par le programme LONEOS. Il présente une orbite caractérisée par un demi-grand axe de 3,18 UA, une excentricité de 0,05 et une inclinaison de 2,9° par rapport à l'écliptique.

## Compléments